# Joop Hiele
Johannes « Joop » Frederik Hiele, est un footballeur néerlandais né le 25 décembre 1958 à Rotterdam.

## Carrière
- 1977-1990 : Feyenoord Rotterdam  Pays-Bas
- 1990-1994 : FC Dordrecht  Pays-Bas
- 1994-1995 : Go Ahead Eagles  Pays-Bas

## Palmarès
- 7 sélections et 0 but avec l'équipe des Pays-Bas entre 1980 et 1991.